# Chris Bonington

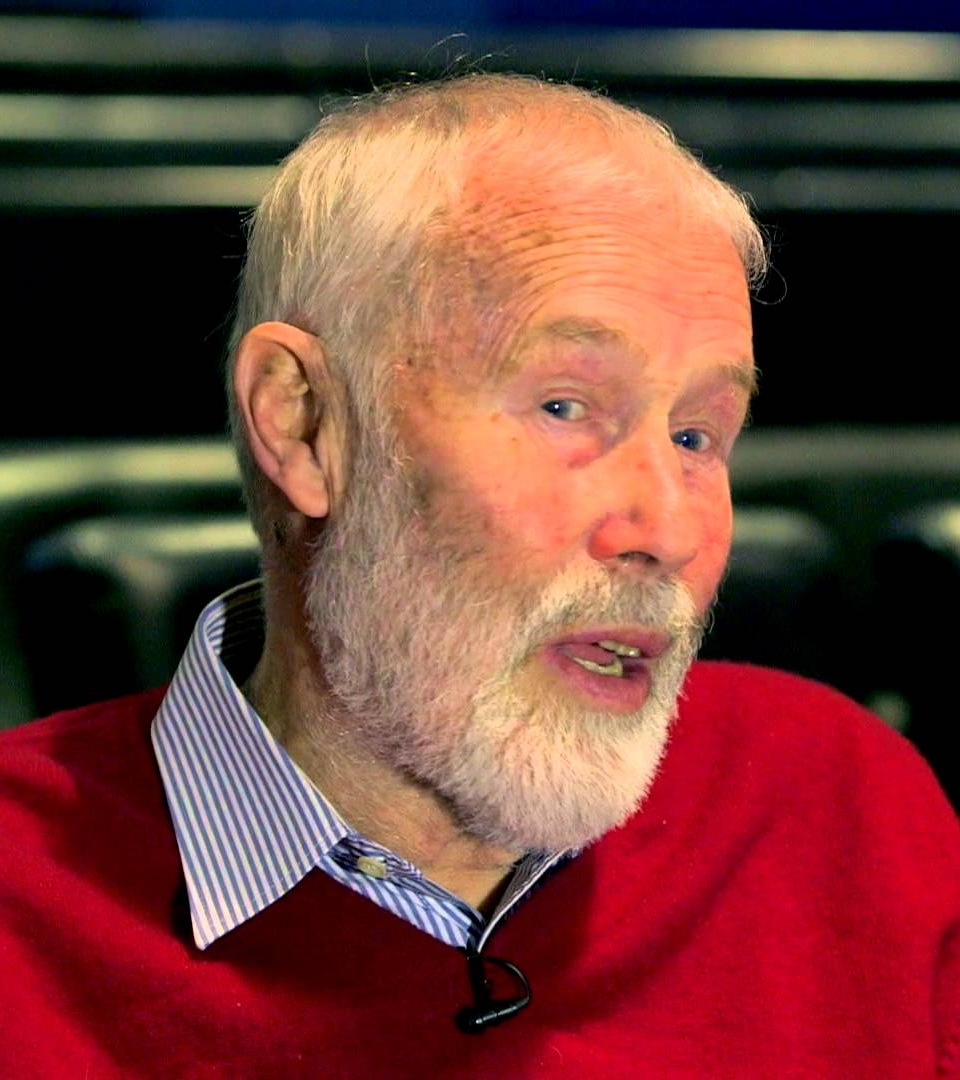
Sir Chris Bonington (2014)

Sir Christian „Chris“ John Storey Bonington, CVO, CBE, DL (* 6. August 1934 in Hampstead, England) ist ein britischer Bergsteiger. Er ist einer der bekanntesten und vielseitigsten Bergsteiger des 20. Jahrhunderts und wurde 1996 zum Ritter geschlagen.
In seiner Karriere hat er 19 Expeditionen in den Himalaya unternommen, davon vier zum Mount Everest. Unter seiner Leitung gelang 1975 erstmals die Durchsteigung der Südwestwand.
Chris Bonington hat 15 Bücher geschrieben und ist häufig im Fernsehen aufgetreten. Zuweilen wird er für seine Bescheidenheit gelobt und dafür, dass er das „britische Kletterethos“ hochhalte und von Besteigungen ohne technische Hilfsmittel und Kletterhaken träume. Allerdings gab seine Verwicklung in den Tod des australischen Bergsteigers Anthony Tighe am Everest im Jahr 1972 zu Kritik Anlass. Bonington hatte Tighe ohne Erlaubnis der nepalesischen Regierung den Aufstieg in ein Hochlager gewährt, obwohl dieser kein Mitglied der Expedition war.
Von Januar 2005 bis Ende 2014 hatte er das Amt des Chancellors (entspricht etwa einem Rektor) an der Universität von Lancaster inne.

## Wichtige Besteigungen
- 1960 Erstbesteigung der/des Annapurna II mit Ang Nyima und R. H. Grant
- 1961 Zentraler Frêneypfeiler, Mont Blanc (Erstbegehung) (mit Ian Clough, Don Whillans, René Desmaison)
- 1962 Eiger-Nordwand (britische Erstdurchsteigung) (mit Ian Clough), Central Tower of Paine, Patagonien (Erstbesteigung, mit Don Whillans)
- 1966 Old Man of Hoy (137 m) (Erstbesteigung)
- 1970 Südwand des Annapurna (Expeditionsleiter, Erstbesteigung durch Teilnehmer Don Whillans und Dougal Haston)
- 1972 Britische Expedition zum Mount Everest (Expeditionsleiter)
- 1973 Brammah I (6416 m) (Erstbesteigung)
- 1974 Changabang, Garhwal Himalaya (6864 m) (Erstbesteigung)
- 1975 Britische Expedition zum Everest (Expeditionsleiter) mit Erstbegehung der Südwestflanke, Ogre (7285 m) (Expeditionsleiter) mit Doug Scott, Britische Expedition zum Westhang des K2.
- 1977 Erstbesteigung des Ogre (7285 m) mit Doug Scott
- 1980 Kongur (7649 m) (Erstbesteigung)
- 1982 British Everest Expedition, North East Ridge (Expeditionsleiter)
- 1983 Westgipfel des Shivling, Gangtori (6501 m) (Erstbesteigung)
- 1983 Mount Vinson (4897 m) (britische Erstbesteigung im Alleingang)
- 1985 Besteigung des Mount Everest (8848 m) als Mitglied der Norwegischen Everest-Expedition

## Bibliographie
(englischsprachige Werke)
- I Chose to Climb (Gollancz) 1966
- Annapurna South Face (Cassell) 1970
- The Next Horizon (Gollancz) 1972
- Everest South West Face (Hodder and Stoughton) 1973
- Changabang (Heinemann) 1974
- Everest the Hard Way (Hodder and Stoughton) 1976
- Quest for Adventure (Hodder and Stoughton) 1981
- Kongur: China’s Elusive Summit (Hodder and Stoughton) 1982
- Everest: The Unclimbed Ridge (mit Dr. Charles Clarke) (Hodder and Stoughton) 1983
- The Everest Years (Hodder and Stoughton) 1986
- Mountaineer – Thirty Years of Climbing on the World’s Great Peaks (Hodder and Stoughton) 1989
- The Climbers (BBC Books and Hodder and Stoughton) 1992
- Sea, Ice and Rock (mit Robin Knox-Johnston) (Hodder and Stoughton) 1992
- Great Climbs (herausgegeben mit Audrey Salkeld) (Reed Illustrated Books) 1994
- Tibet’s Secret Mountain, the Triumph of Sepu Kangri (mit Dr. Charles Clarke) (Weidenfeld and Nicholson) 1999
- Boundless Horizons (Weidenfeld and Nicholson) 2000, ISBN  978-0-325-02676-3